# Tettiellona solitaria
Tettiellona solitaria är en insektsart som beskrevs av Günther, K. 1979. Tettiellona solitaria ingår i släktet Tettiellona och familjen torngräshoppor. Inga underarter finns listade i Catalogue of Life.